# Negacionismo de los crímenes de guerra de Japón

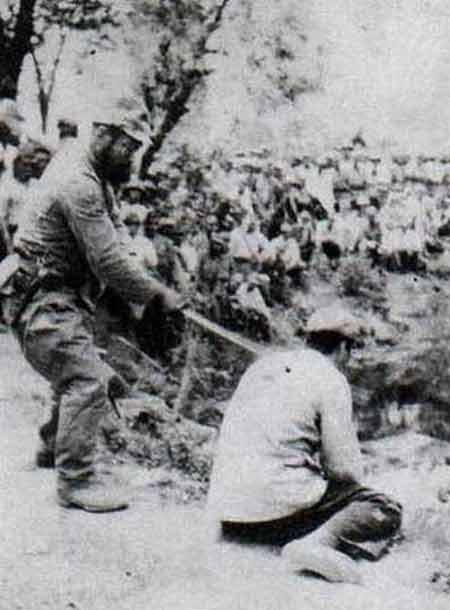
Un chino a punto de ser atacado por un soldado japonés con una Guntō.

El negacionismo de los crímenes de guerra del Imperio del Japón cometidos en la Segunda Guerra Mundial de manera total o parcial ha sido un fenómeno de revisionismo histórico ilegítimo y constante desde la posguerra hasta la actualidad a nivel estatal, causando debate en Japón y controversia en los países donde ocurrieron dichos crímenes, como China, Corea del Norte y Corea del Sur.

## Historia
Algunos revisionistas japoneses contemporáneos, como Yūko Iwanami (nieta del general Hideki Tojo), proponen que la invasión japonesa de China y la Segunda Guerra Mundial, en sí misma, fueron reacciones justificadas al imperialismo occidental racista de la época. El 2 de marzo de 2007, el primer ministro japonés, Shinzō Abe, negó que los militares hubieran obligado a las mujeres a ser esclavas sexuales durante la guerra y dijo: «El hecho es que no hay pruebas que demuestren que hubo coerción». Antes de hablar, algunos legisladores del Partido Liberal Democrático también intentaron revisar la disculpa de Yōhei Kōno a las mujeres de solaz en 1993; igualmente, estuvo la controvertida negación de la masacre de Nankín que duró seis semanas entre 1937 y 1938.
Shinzō Abe fue secretario general de un grupo de parlamentarios preocupados por la educación histórica, asociado con la Sociedad Japonesa para la Reforma de los Libros de Texto de Historia, y fue asesor especial de Nippon. Kaigi, que son dos grupos abiertamente revisionistas que niegan, minimizan o justifican varios crímenes de guerra japoneses. El redactor jefe del medio conservador Yomiuri Shimbun, Tsuneo Watanabe, criticó el Santuario Yasukuni como un bastión del revisionismo: «El Santuario Yasukuni tiene un museo en el que se exponen objetos para fomentar y rendir culto al militarismo. Está mal que el primer ministro visite tales lugares».

### Controversia en torno a los libros educativos

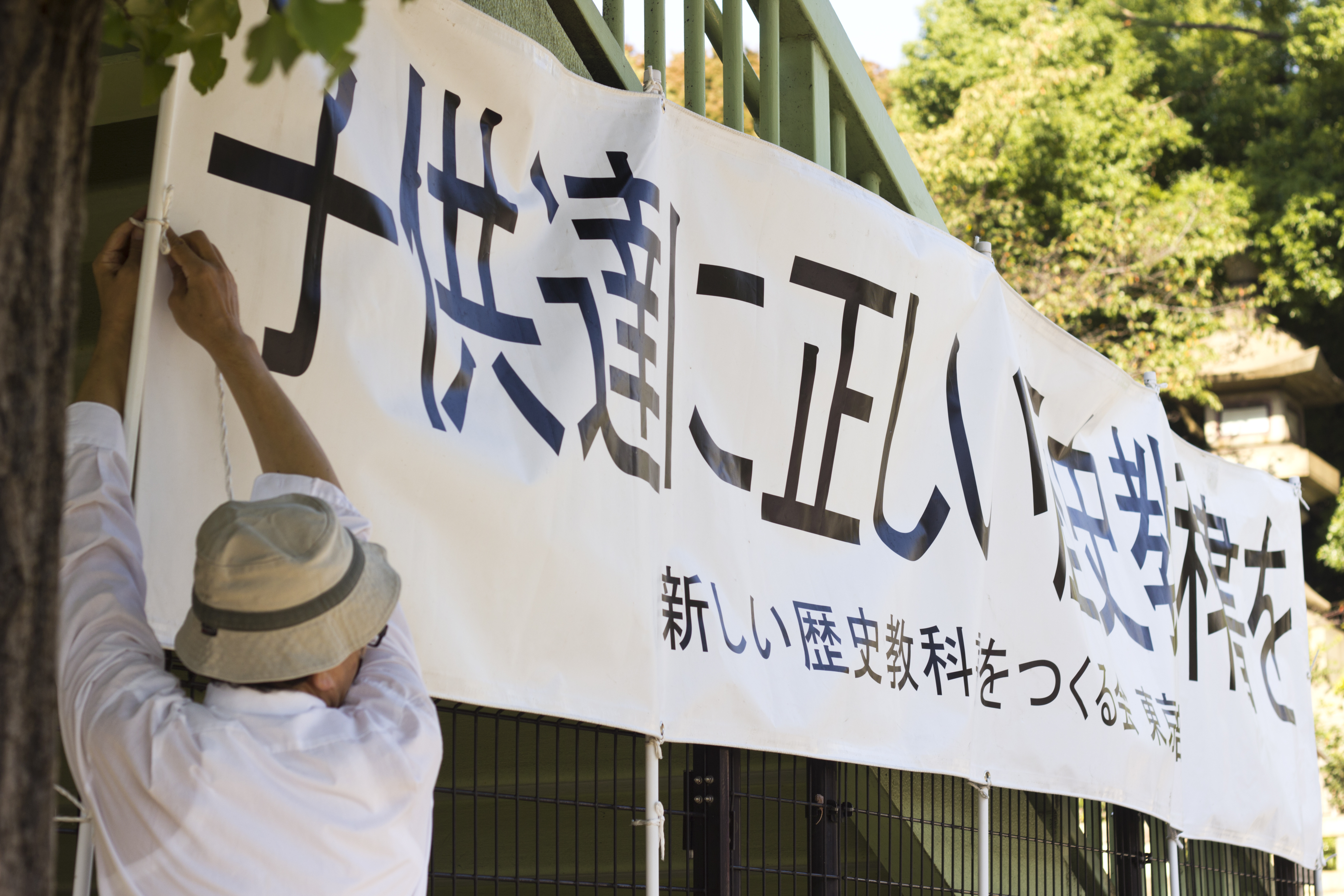
Un miembro del grupo revisionista “Sociedad Japonesa para la Reforma de los Libros de Texto de Historia” coloca una pancarta que dice "[Darles] a los niños libros de texto de historia correctos".

La controversia sobre los libros de texto de historia se centra en el libro de texto de historia de la escuela secundaria Atarashii Rekishi Kyōkasho (Nuevo libro de texto de historia) que, según se dice, minimiza la naturaleza del militarismo japonés en la Primera Guerra Sino-Japonesa (1894-1895), en la anexión de Corea en 1910, en la segunda guerra sino-japonesa (1937–45) y en el Teatro del Pacífico de la Segunda Guerra Mundial (1941–45).
La Sociedad Japonesa para la Reforma de los Libros de Texto de Historia encargó el libro de texto Atarashii Rekishi Kyōkasho con el propósito de ofrecer una visión tradicional nacional e internacional de ese período histórico japonés. El Ministerio de Educación examina todos los libros de texto de historia, especialmente aquellos que contienen referencias a las atrocidades imperialistas debido a una disposición especial en las reglas de examen de libros de texto para evitar agrandar la controversia con los países vecinos, sin embargo, el Atarashii Rekishi Kyōkasho resta importancia al comportamiento agresivo del imperial japonés en tiempos de guerra y a la cuestión de las mujeres de solaz chinas y coreanas. Cuando se trata de la masacre de Nanking, el libro de texto solo se refiere a ella como el «incidente de Nanking», mencionando que hubo víctimas civiles, pero sin profundizar en detalles, y lo menciona nuevamente en relación con el tribunal de Tokio, afirmando que hay múltiples opiniones sobre el tema.
En 2007, el Ministerio de Educación intentó revisar los libros de texto sobre la batalla de Okinawa, reduciendo la participación del Ejército Imperial Japonés en los suicidios masivos de civiles de Okinawa.